# Римская мечеть
Соборная Римская мечеть (итал. Moschea di Roma) расположена в городе Рим в Италии, в квартале Париоли. Вмещает до 12 000 молящихся одновременно и на момент открытия считалась крупнейшей в континентальной западной Европе.
Архитекторами мечети были Паоло Портогези, который работал над проектом в 1984—1995 годах, а также Витторио Джильотти (ит.) и Сами Мусави (Sami Mousawi).
Открыта 21 июня 1995 года. Стоимость строительства составила около ста миллиардов лир, в основном финансировалось Саудовской Аравией, которая продолжает покрывать и значительную часть операционных расходов. Ответственность за мечеть несёт Исламский культурный центр Италии (ICCI), основанный в 1966 году, и совет директоров которого состоит из представителей различных суннитских мусульманских стран.
При мечети есть библиотека, в которой хранятся более 10 000 книг на арабском языке.